# Vojtěch Vacke
Vojtěch Vacke (18. března 1940 Nezabudice – 25. března 1991 Uherské Hradiště) byl český spisovatel, dramatik, filmový scenárista a překladatel. Jeho život a dílo jsou spjaty s Uherským Hradištěm. Působil v tamním Slováckém divadle jako kulisák (z politických důvodů), vykonával zde také funkci dramaturga (nejprve ilegálně, později i oficiálně). Byl autorem několika knižních publikací a filmových scénářů. Podle jeho knihy Sonáta pro zrzku byl v roce 1980 natočen stejnojmenný dětský film v režii Víta Olmera. Napsal též scénáře k filmům Třetí skoba pro Kocoura (1983) a Stav ztroskotání (1983). Psal také divadelní pohádky, písňové texty a věnoval se též poezii. 

## Život
Narodil se 18. března 1940 v Nezabudicích na Rakovnicku. Jeho útlé dětství bylo zásadně ovlivněno prostředím, v němž vyrůstal. Hluboké křivoklátské lesy a nekonečné louky, které jeho rodnou vesnici obklopovaly, vytvářely ideální prostředí pro fantazijní trávení dětského času. Stejný vliv na dětskou fantazii měla i nedaleká řeka Berounka. Není možná náhoda, že tento inspirativní kraj dal literárnímu světu více autorů. Mimo jiné např. Otu Pavla. Na formování osobnosti Vojtěcha měl hluboký vliv jeho otec – Vladimír Vacke (Watzke), ve své době známý autor knih mnoha žánrů - od pohádek přes romány dobrodružné, humoristické i dívčí, až k westernům a sci-fi. Vladimír Vacke vydal na šest set titulů pod nejrůznějšími jmény –  ještě i po roce 1989 byly vydány některé pod pseudonymy Eva Marešová a Vláďa Zíka. Vojtěcha, krom jeho otce, zajisté také ovlivňovalo obecné umělecké prostředí, v němž se po celé dětství a mládí pohyboval. Jeho maminka byla rodinně propojena s nakladatelem knih a byla náruživou čtenářkou a jeho strýc Josef Vacke byl akademickým malířem. Vliv na život Vojtěcha měli také jeho sourozenci, starší bratr Jiří a mladší Ivan. 
Po absolvování střední školy byl Vojtěch, který tíhl ke kumštu, přijat na Filmovou akademii múzických umění v Praze obor dramaturgie. Studia na FAMU Vojtěch Vacke nedokončil a základní vojenská služba jej odvelela do Uherského Hradiště, kde se později usadil a založil rodinu. Jeho ženou se stala Milada roz. Crhová. V roce 1962 se novomanželům Vackovým narodila dcera Petra, která se později stala předobrazem hlavní postavy knihy Sonáta pro zrzku a následně i stejnojmenného filmového scénáře. O dva roky později se narodil syn Ivan.

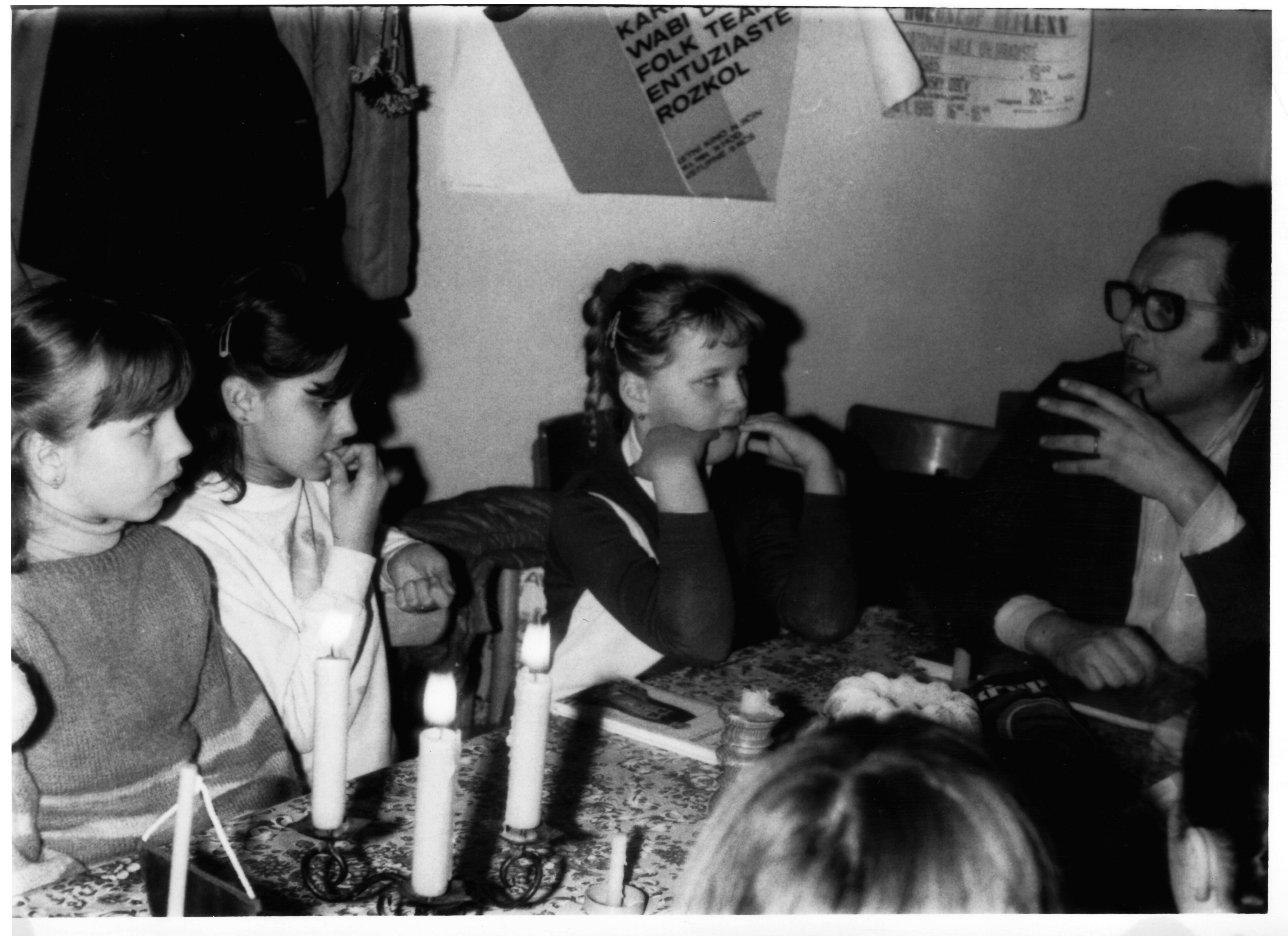
Beseda s dětmi

Vojtěch Vacke v Uherském Hradišti pracoval s mládeží a byl aktivní ve skautingu. V tomto duchu vychovával i své děti Petru a Ivana, které absolvovaly s otcem sjíždění řek a skautské tábory. Dětem a mládeži se věnoval až do chvíle, kdy mu to tehdejší komunističtí mocipáni po roce 1968 zakázali pro jeho politickou nespolehlivost. Zážitky s dětskými parťáky ale Vojtěch později využil k čerpání námětů pro své knihy (Sonáta pro zrzku, Ztroskotání na vysněné řece) a filmové scénáře (Třetí skoba pro Kocoura, Stav ztroskotání, Náhodou je príma,...). V Uherském Hradišti organizoval v 60. letech majálesy - studentské zábavy komunistickým režimem nepodporované a v 50. letech a za normalizace (po roce 1968) zakázané. Působil také jako metodik, autor i režisér amatérských inscenací. 

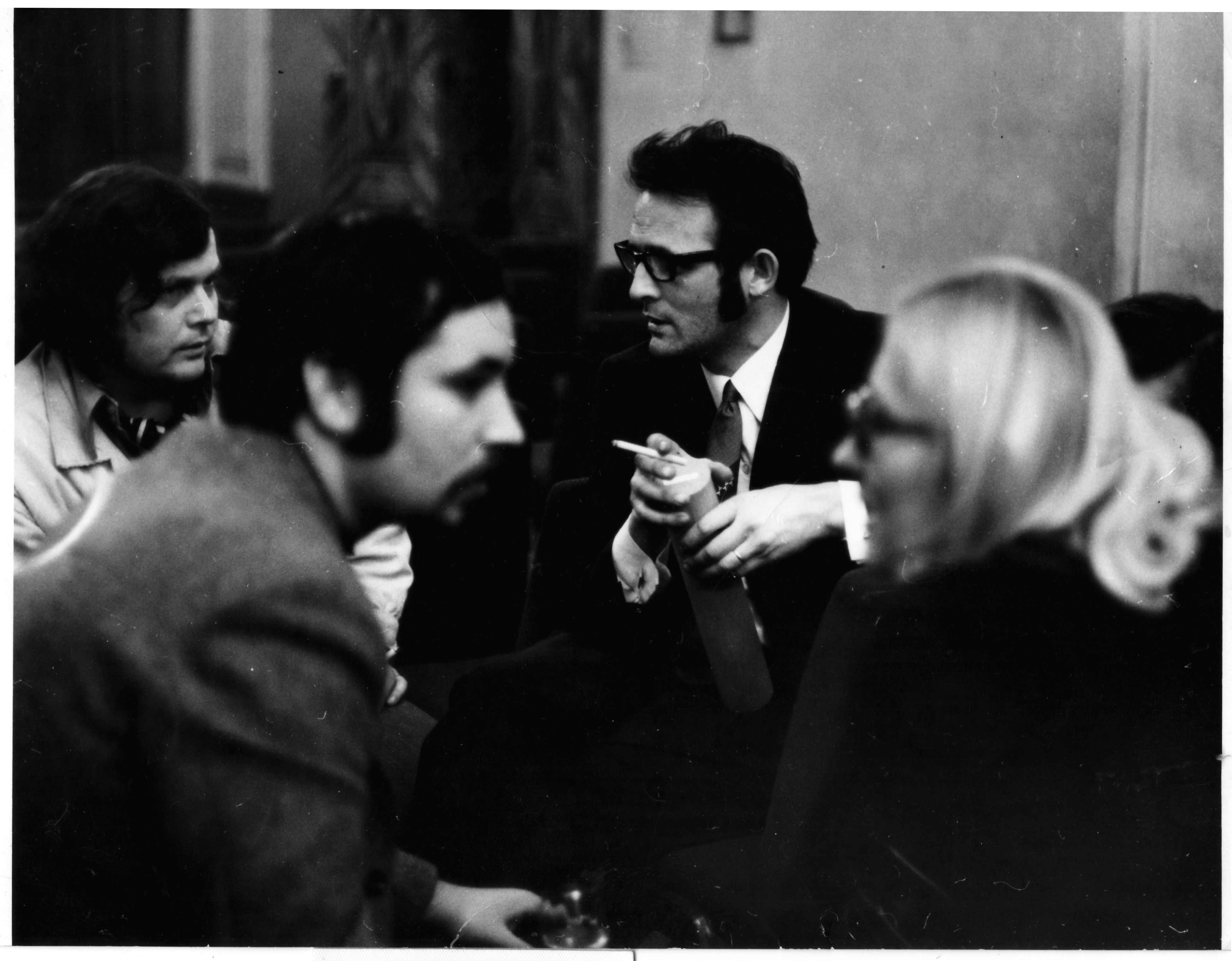
Vojtěch Vacke při jedné s diskuzí

V roce 1971 nastoupil do Slováckého divadla jako jevištní technik, avšak vzápětí se stal mužem v pozadí při tvorbě dramaturgie tohoto divadla. Vedle toho se zabýval úspěšně i literární tvorbou - psal knihy a filmové scénáře pro mládež. Dodnes jsou užívány jeho úpravy či překlady divadelních her, písňové texty nebo pohádky. Ve Slováckém divadle našel svůj druhý domov a přesto, že byl režimem nucen pracovat v profesi, která obnášela nemalé fyzické úsilí, vždy našel dostatek energie pro psaní a stínovou dramaturgii. Byl velmi oblíben pro svou vášeň k diskuzím, a proto se v kulisárně scházeli herci, výtvarníci a příslušníci dalších divadelních profesí, aby s Vojtěchem vedli nekonečné debaty o politice, kultuře či třeba historii. V roce 1976 přichází na svět poslední potomek Vojtěcha a Milady - David Vacke. Již od dětských let jde ve šlépějích svého otce a je ve Slováckém divadle obsazován do dětských rolí. V té době již v tomtéž divadle působí i starší Vojtěchův syn a Davidův bratr Ivan ve funkci osvětlovače, lighting designera a příležitostného scénografa (SD opustil po 36 letech v roce 2020). David se v roce 1994 stává členem uměleckého souboru Slováckého divadla, které po velmi dlouhém a úspěšném působení v souboru, dobrovolně, i se svojí ženou Irenou, v roce 2021 opouští - na základě nesouhlasu s interním “normalizačním procesem” podporovaným zřizovatelem - Městem UH. Umělecké tvorbě se věnuje i po odchodu z kamenného Slováckého divadla. Nejstarší dcera Petra se dlouhodobě věnuje poezii a v této oblasti je i produkčně činná. 

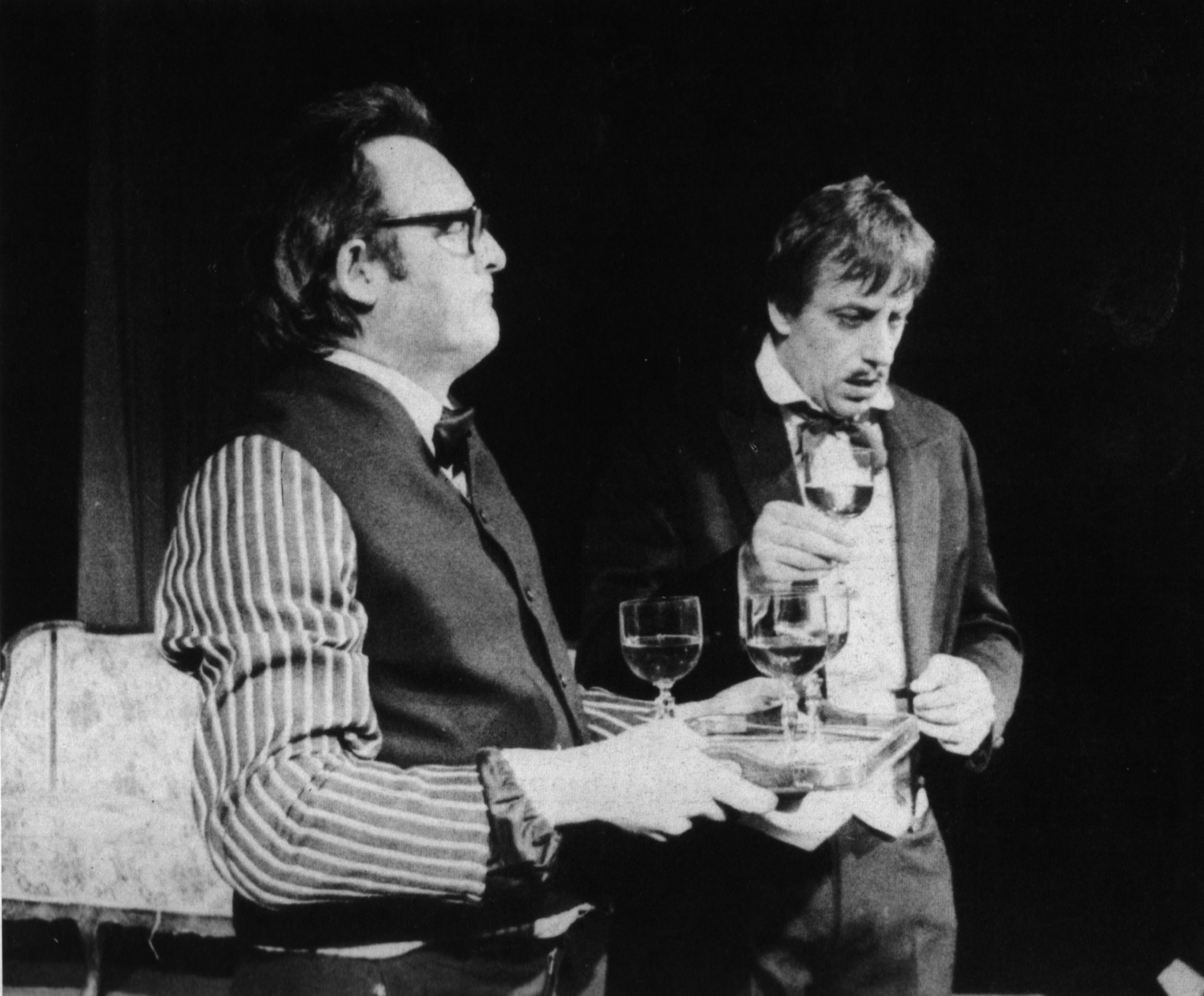
Vojtěch Vacke na jevišti Slováckého divadla s Ladislavem Kolářem

Vojtěch Vacke zemřel ve věku 51 let 25. března 1991 na následky nevyléčitelné nemoci. Za jeho života se mu narodily vnučky ze strany dcery Petry - Lucie a Romana, a ze strany syna Ivana vnuk Ondřej a vnučka Barbora. Řádově deset let po jeho smrti přichází na svět trojice dalších dětí - jeden vnuk (Martin od dcery Petry) a dvě vnučky (Tereza od Ivana a Veronika od Davida).

## Dílo

### Knihy

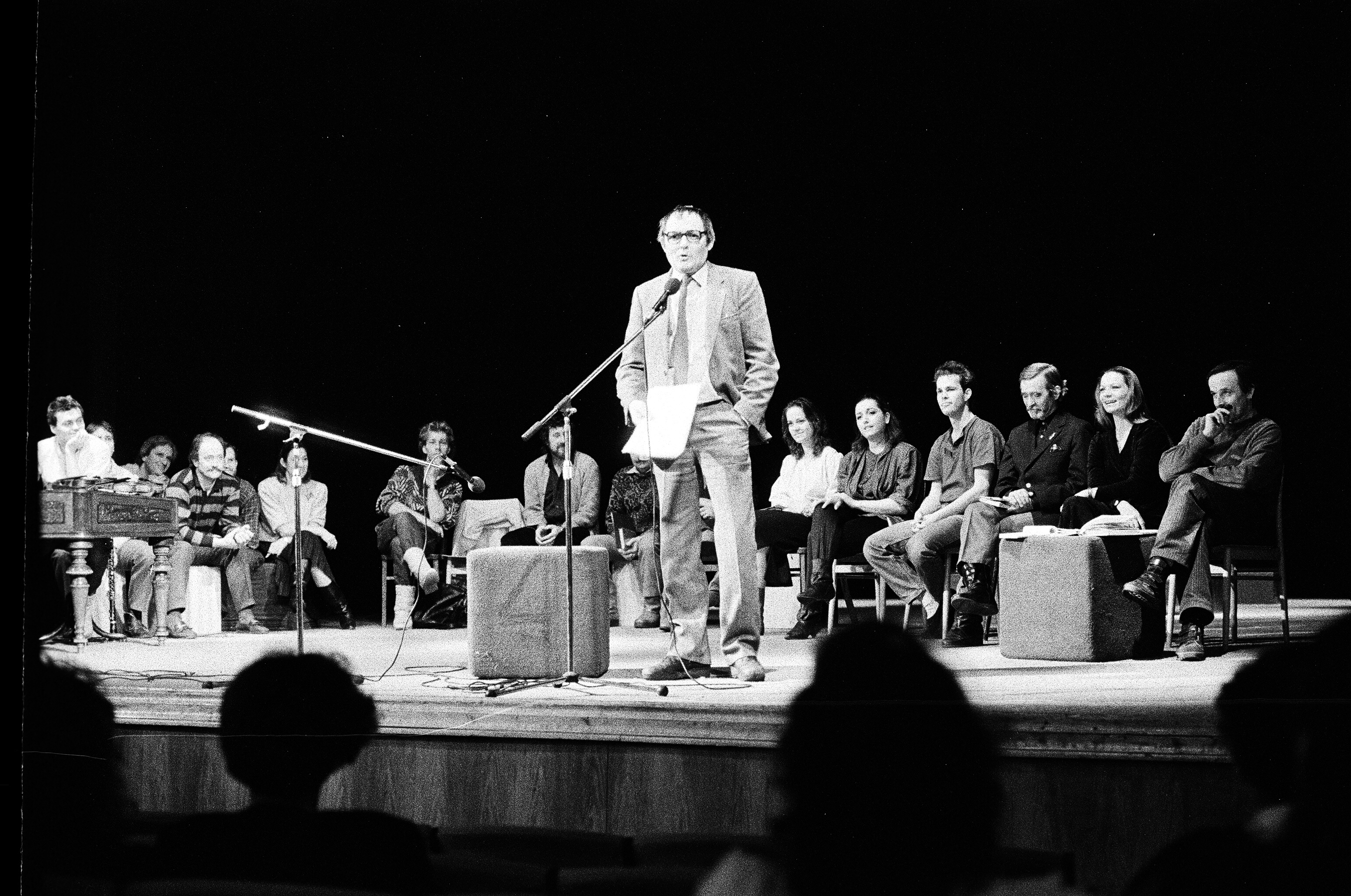
Na jevišti Slováckého divadla při jedné z diskuzí během sametové revoluce v listopadu 1989

- Veronika, holka nešťastná (Albatros 1974, Lípa Vizovice 1998)
- Sonáta pro Zrzku (Mladá fronta 1980, Lípa Vizovice 1997)
- Ztroskotání na vysněné řece (Albatros 1989)
- Růže platí divadlo (Středočeské nakladatelství 1989)

### Filmové scénáře
- Sonáta pro zrzku (1980)
- Třetí skoba pro kocoura (1983)
- Stav ztroskotání (1983)
- Náhodou je príma! (1987)

### Divadelní hry a pohádky
- Pohádka o Honzovi a hloupé víle Rozárce (Šumperk a opakovaně SD)
- Pohádka z klobouku (uvedly profesionální scény v Chebu, Liberci, Českém Těšíně, Mostě, Karlových Varech, Brně a opakovaně v SD)
- Pohádka o Popelce (pod autorským pseudonymem Ivan Vlk - Divadlo bří. Mrštíků Brno, divadlo v Šumperku, z ochotnických souborů např. Spolek bří. Mrštíků Boleradice či spolek Vicena Ústí nad Orlicí)
- Princezny a loupežníci aneb Zmatky kolem Katky (Slovácké divadlo, ochotnické soubory a pod druhým názvem také jako TV inscenace ČT a rozhlasová hra Českého rozhlasu)
- Jak se bubnuje na princezny (Zlín, opakovaně Slovácké divadlo, agentura Pierrot)
- Pravda o životě Václava, knížete českého, jakož i Boleslava, řečeného Ukrutný (bylo v dramaturgickém plánu divadla Bří.Mrštíků – nakonec se neuskutečnilo)

### Překlady divadelních her
- L. Feldek: Utíkej, Nituško! (ze slovenštiny). Uvedeno ve dvou provedeních ve Slováckém divadle (1984 a 2014) v režii Igora Stránského
- A. Dudarev: I byl večer, a bylo jitro, den první (z ruštiny). Uvedeno ve Slováckém divadle (1989) v režii ruského režiséra Alexandra Miťkina.

### Písňové texty
- divadelní hry (Miláček, Lumpacivagabundus,…)
- mj. pro skupinu Kominíčci (v šedesátých a sedmdesátých letech minulého století šlo o velmi populární folkovou kapelu z Uherského Hradiště)

### Básničky pro děti
Nejčastěji v dětském časopise Mateřídouška.

### Básně pro dospělé
Většina za jeho života nebyla publikována, některé až po jeho smrti.